# La vita e niente altro
La vita e niente altro (La vie et rien d'autre) è un film del 1989 diretto da Bertrand Tavernier.

## Trama
Ottobre del 1920. Il maggiore Delaplane ha il compito di risalire alle identità dei soldati morti sconosciuti dopo la prima guerra mondiale; le sue ricerche si intrecciano con le vite di Irène, un'aristocratica, e di Alice, una ragazza di campagna, scavando a fondo nelle cicatrici psicologiche lasciate dalla guerra.

## Curiosità
La prima visione italiana del film risale al 9 febbraio 1994, in seconda serata su Retequattro.

## Riconoscimenti
- European Film Awards 1989
  - Miglior attore (Philippe Noiret)
  - Premio speciale della giuria
- 1989 - Tokyo International Film Festival
  - Premio per il miglior contributo artistico
- Premi César 1990
  - Miglior attore (Philippe Noiret)
  - Miglior musica
- David di Donatello 1990
  - Miglior attore straniero (Philippe Noiret)
- Premi BAFTA 1990
  - Miglior film non in lingua inglese